# Peter Okumu
Peter Okumu (ur. 9 października 1962) – ugandyjski bokser wagi półśredniej, uczestnik Letnich Igrzysk Olimpijskich 1984.
W pierwszej rundzie miał wolny los. W drugiej jego rywalem był Neva Mkadala z Tanzanii, z którym wygrał 3-2. Jego następnym rywalem był Włoch Luciano Bruno, z którym przegrał 1-4.